# Bruno Landi (wielrenner)
Bruno Landi (Ameglia, 5 december 1928) is een voormalig Italiaans wielrenner.
Hij was prof van 1953 tot 1957 en won in zijn debuutjaar op gelukkige wijze de Ronde van Lombardije. Hij zat in een kopgroep van elf man die vlak voor de finish de verkeerde kant op werd gestuurd. Landi had het als eerste door, keerde om en wist net uit de greep van zijn vluchtmakkers te blijven.

## Belangrijkste resultaten
1953
Winnaar Ronde van Lombardije
1954
2de plaats in de Coppa Sabatini

## Resultaten in voornaamste wedstrijden
| Jaar | Ronde van Italië | Ronde van Frankrijk | Ronde van Spanje |
| ---- | ---------------- | ------------------- | ---------------- |
| 1953 |                  |                     |                  |
| 1954 |                  |                     |                  |
| 1955 |                  |                     | opgave           |
| 1957 |                  |                     |                  |

| Jaar | Milaan-San Remo | Ronde van Lombardije | Waalse Pijl |
| ---- | --------------- | -------------------- | ----------- |
| 1953 |                 | ↑                    |             |
| 1954 | 13e             | 4e                   | 45e         |
| 1955 | 84e             | 11e                  |             |
| 1957 |                 | 24e                  |             |